# Christa Lang
Pour les articles homonymes, voir Lang.
Christa Lang, Christa Lang-Fuller, Christa Fuller-Lang ou Christa Fuller, née le 23 décembre 1943 à Winterberg en Allemagne, est une actrice, productrice déléguée, scénariste et autrice germano-américaine.

## Carrière
Christa Lang a été jury du festival du film de Munich.

## Vie privée
Elle a pour conjoint le réalisateur Samuel Fuller avec qui elle a un enfant.

## Publications
- 2002 : Samuel Fuller, Christa Fuller, Jerome Henry Rudes et Hélène Zylberait (préf. Martin Scorsese), Un troisième visage: le récit de ma vie d'écrivain, de combattant et de réalisateur, Éd. Allia, 2011 (ISBN 978-2-84485-409-4, lire en ligne)[7]

## Filmographie

### En tant qu'actrice

#### Longs métrages
- 1963 : L'assassin connaît la musique...[8] de Pierre Chenal : Christine
- 1964 : La Ronde de Roger Vadim
- 1964 : Le Tigre aime la chair fraiche de Claude Chabrol : la fille avec Dobrovsky
- 1965 : Alphaville, une étrange aventure de Lemmy Caution de Jean-Luc Godard : 1re séductrice de troisième classe (non créditée)
- 1965 : Mission spéciale à Caracas[9] de Raoul André : Christelle
- 1966 : Du rififi à Paname de Denys de La Patellière: la fille de Mario
- 1967 : Le Scandale de Claude Chabrol : Paula
- 1967 : Réseau secret de Jean Bastia : Eva
- 1969 : Charro de Charles Marquis Warren : Christa (non créditée)
- 1972 : On s'fait la valise, docteur ? de Peter Bogdanovich : Mrs. Hosquith
- 1975 : Enfin l'amour de Peter Bogdanovich : femme enceinte
- 1976 : Nickelodeon de Peter Bogdanovich : artiste de scène
- 1980 : Au-delà de la gloire de Samuel Fuller : comtesse allemande (version longue, non créditée)
- 1982 : Dressé pour tuer[10] de Samuel Fuller : infirmière
- 1984 : Les Voleurs de la nuit de Samuel Fuller : Solange
- 1984 : Le Sang des autres de Claude Chabrol : la femme allemande de la fouille
- 1989 : Sans espoir de retour de Samuel Fuller : infirmière
- 1990 : Tinikling ou 'La madonne et le dragon' de Samuel Fuller : Mama
- 1990 : Les Cadavres exquis de Patricia Highsmith
- 1993 : Les arpenteurs de Montmartre de Boris Eustache : la femme au colis
- 1998 : I Love L.A. de Mika Kaurismäki : femme dans le bus
- 2004 : Terre d'abondance de Wim Wenders
- 2012 : La nuit du templier de Paul Sampson : femme aveugle
- 2017 : The Queen of Hollywood Blvd d'Orson Oblowitz : Mama

#### Téléfilms
- 1976 : The Linderbergh Kidnapping Case

#### Séries télévisées
- 1965 : Le bonheur conjugal
- 1972 : Tatort (saison 4 épisode 1 : Un pigeon mort dans Beethovenstrasse) : Christa
- 1984 : L'Amour en héritage (3 épisodes) : concierge
- 1984 : Mistral's Daughter
- 1985 : All in Good Faith
- 1990 : Chillers

#### Documentaires
- 2006 : Edge of Outside
- 2016 : Along for the Ride
- 2016 : Sassi nello stagno
- 2019 : Harumi

#### Courts métrages
- 2001 : Aizea: City of the Wind d'Ione Hernández : femme jouant aux cartes

### En tant que scénariste
- 1990 : Chillers
- 1993 : Kleptomania
- 1994 : Girls in Prison[11]
- 1994 : Tigrero: A Film That Was Never Made
- 1994 : Rebel Highway (épisode 5)

### En tant que productrice
- 1994 : Tigrero: A Film That Was Never Made
- 2013 : A Fuller Life[3]
- 2019 : Harumi